# Anders Bodelsen
Anders Bodelsen, né le 11 février 1937 à Frederiksberg et mort le 17 octobre 2021, est un écrivain, journaliste et scénariste danois.

## Biographie
Journaliste de profession, il devient romancier en 1965 et fait une incursion dans le roman policier dès 1968 avec Crime sans châtiment (Hændeligt uheld) qui remporte le grand prix de littérature policière en 1971. Dans Pense à un chiffre (Tænk på et tal), un caissier, attaqué par un braqueur, lui remet quelques coupures et déclare un vol de 50 000 dollars, mais le braqueur revient à la charge et exige cet argent. Ce récit est adapté au cinéma en 1978 par Daryl Duke sous le titre L'Argent de la banque (The Silent Partner).

## Œuvre

### Romans
- Drivhuset (1965)
- Rama Sama (1967)
- Hændeligt uheld (1968) Publié en français sous le titre Crime sans châtiment, traduit par Raymond Albeck, Paris, Éditions Stock, coll. « Nouveau Cabinet Cosmopolite  », 1970, 253 p. (BNF 35423948)
- Publié en français sous le titre Mauvais calcul, traduit par Anne Renon, Paris, Éditions Autrement, coll. « Noir urbain   », 2014, 384 p. (BNF 44236267)
- Tænk på et tal (1968) Publié en français sous le titre Pense à un chiffre, traduit par Marguerite Diehl, Paris, Éditions Stock, coll. « Nouveau Cabinet Cosmopolite  », 1969, 192 p. (BNF 35423680)
- Alt er tilladt (1969)
- Frysepunktet (1969) Publié en français sous le titre Le Point de congélation, traduit par Raymond Albeck, Paris, Éditions Stock, coll. « Nouveau Cabinet Cosmopolite  », 1971, 191 p. (BNF 35424082)
- Straus (1971)
- Bevisets stilling (1973)
- Pengene og livet (1976)
- Operation Cobra (1978)
- Domino (1984)
- Revision (1985)
- Guldregn (1986)
- Mørklægning (1988)
- Byen uden ildebrande (1989)
- Rød september (1991) Publié en français sous le titre Rouge encore, traduit par Christine Berlioz et Laila Flink Thullesen, Paris, Éditions Autrement, coll. « Littératures. Roman noir », 2013, 278 p.  (ISBN 978-2-7467-3437-1)
- Den åbne dør (1997) Publié en français sous le titre Éclipse, traduit par Ellen Erichsen et Michel Berjon, Nantes, France, Éditions de l’Élan, 2003, 111 p.  (ISBN 2-909027-55-4)

## Adaptation
- 1978 : L'Argent de la banque (The Silent Partner), film canadien de Daryl Duke, scénario de Curtis Hanson d'après le roman Pense à un chiffre (Tænk på et tal), avec Elliott Gould, Christopher Plummer et Susannah York.

## Prix
- Grand prix de littérature policière 1971 pour Crime sans châtiment[2]

## Source
- Jean Tulard, Dictionnaire du roman policier : 1841-2005. Auteurs, personnages, œuvres, thèmes, collections, éditeurs, Paris, Fayard, 2005, 768 p. (ISBN 978-2-915793-51-2, OCLC 62533410), p. 82.